# Štikapron
Štikapron (njemački: Steinbrunn, mađarski: Büdöskút) je naselje i općina u austrijskoj saveznoj državi Gradišće, administrativno pripada Kotaru Željezno-okolica. 

## Stanovništvo
Štikapron prema podacima iz 2011. godine ima 2.320 stanovnika. 1910. godine je imao 1.399 stanovnika većinom Hrvata, dok prema podacima iz 2001. godine većina su Nijemci a Hrvati manjina.

## Poznate osobe
- Gašpar Glavanić
- Jandre Kuzmić
- Klaus Mezgolić, zastupnik gradišćanskog Landtaga[1]
- Toma Bedenik, hrv. književnik, rođen u Štikapronu

## Zanimljivosit
U zemaljskom športskom centru Viva Štikapronu je najveća zid za plaznenje u Gradišću. Uza to ćedu ju proširiti za 125 kvadratnih metrov te ćedu prijatelji prirode uz pomoć zemlje uložiti 66.000 eurov u obnavljanje i proširenje zidi za plaznenje.

## Vanjske poveznice
- Internet stranica naselja